# Wasserburg Bredenbeck
Die Burg Bredenbeck ist der Stammsitz des Adelsgeschlechts Knigge am Nordwestrand des Ortsteils Bredenbeck der Gemeinde Wennigsen in der niedersächsischen Region Hannover.

## Geschichte
Die Ersterwähnung der Wasserburg erfolgte 1281, als dort eine Urkunde ausgestellt wurde. 1311 besaßen die Herren von Goltern und 1320 die Herren von Sudersen die Burg als Lehen des Bistums Hildesheim. Im Jahr 1338 erhielte die Herren Knigge sie als Lehen und bauten die Burg aus. 1361 wurde eine Hauskapelle gestiftet. Nach einem Brand im Jahr 1550 erfolgte 1560 ein Neubau unter Teilung des Besitzes unter zwei Linien. Für jede Linie wurde ein festes Haus im Renaissancestil auf dem Schlossareal errichtet, wodurch in der Folge zwischen „Burggut“ und „Schlossgut“ unterschieden wurde. Beide Güter wurden 1722 wieder in einer Hand vereint. 1752 wurde auf dem Schloss der berühmte Aufklärer Freiherr Adolph Knigge geboren. Nach seinem Tod 1796 ging das Schloss an die Levester Linie der Knigge. Die heutige Gestalt ist den Umbauten des hannoverschen Hofbaumeisters Georg Ludwig Friedrich Laves zu verdanken, der ab 1822 in den Diensten der Knigge stand. Der dazugehörige Gutshof wurde zwischen 1846 und 1860 errichtet.

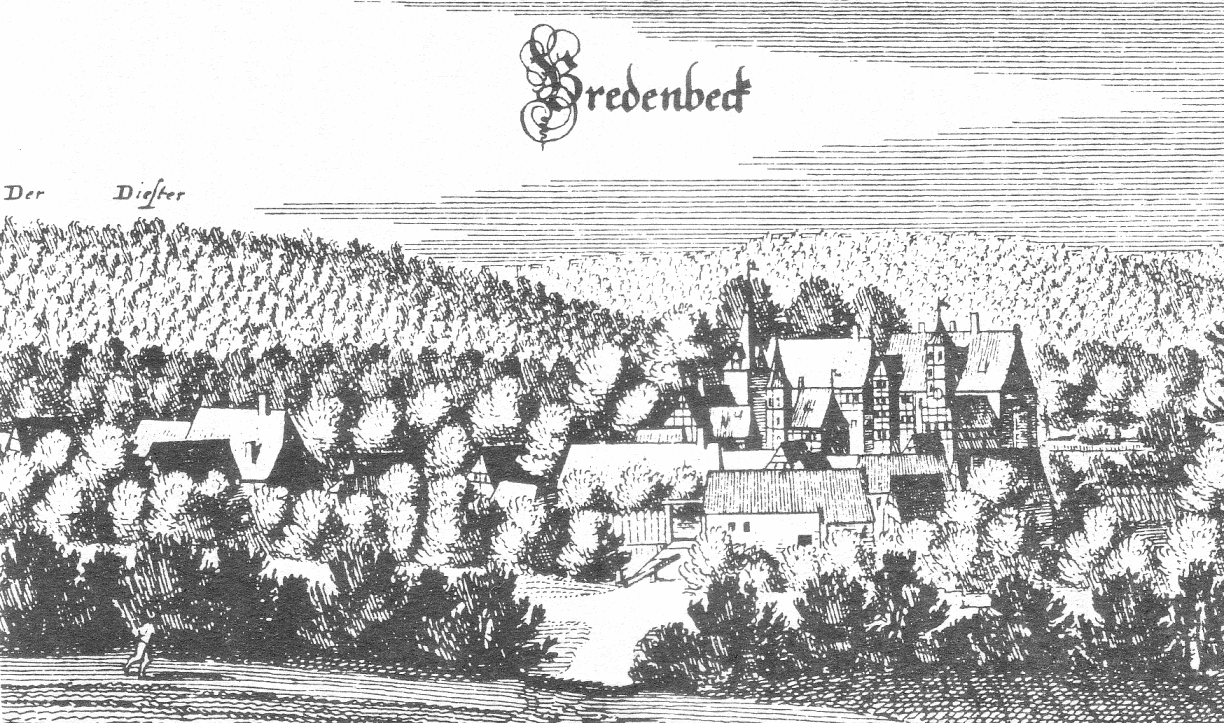
Bredenbeck im Stich von Merian 1654

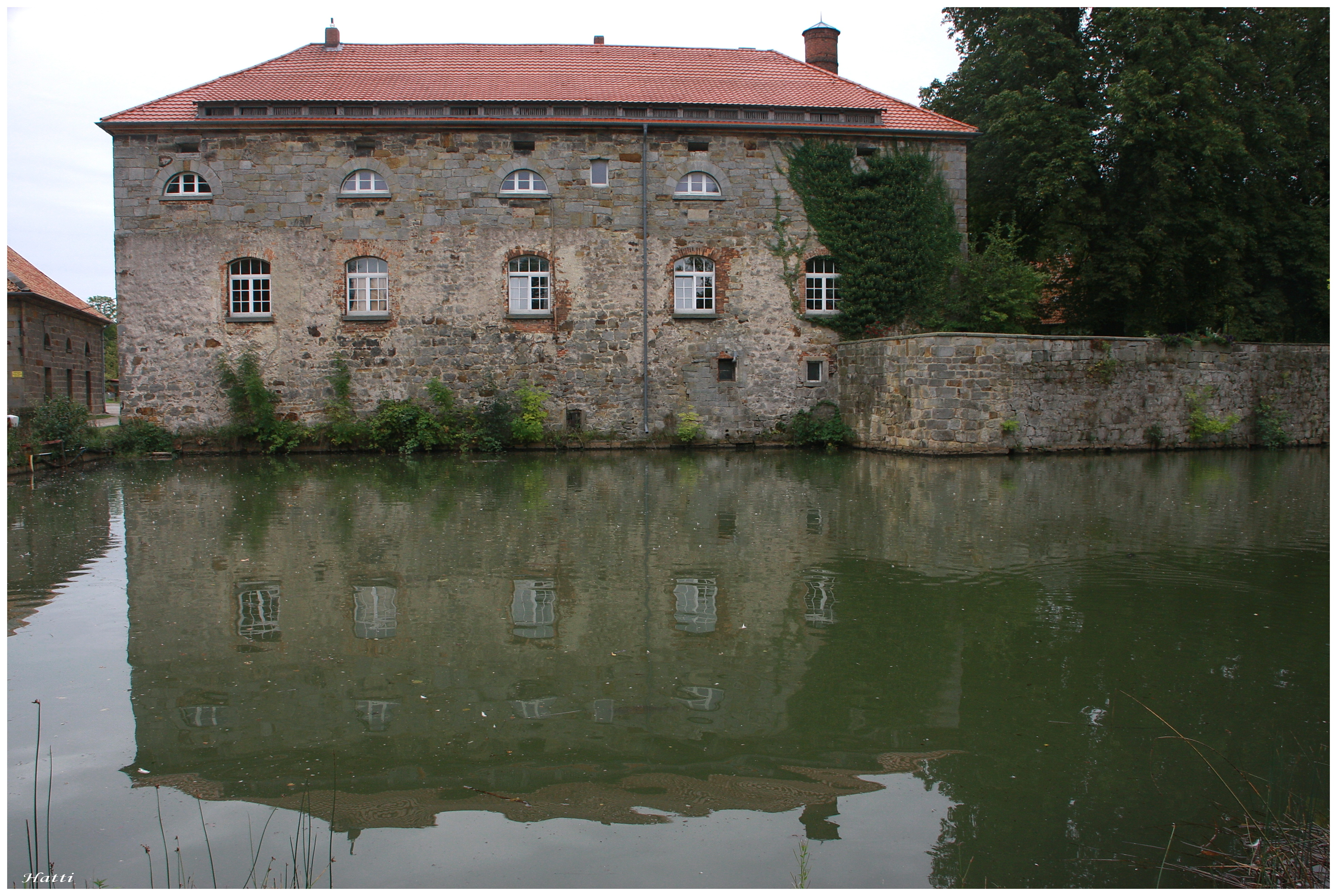
Rest des Wassergrabens

## Beschreibung
Über die Gestalt der ursprünglichen Burganlage existieren keine Aufschlüsse. Das 1560 errichtete Schloss ist auf Abbildungen aus den Jahren 1599, 1650 und 1749 dargestellt, eine Renaissanceanlage auf ursprünglich fünfeckigem Grundriss zeigen. Sie weist zwei Herrenhäuser, einen quadratischen Turm, vermutlich zwei polygonale Treppentürme und davor liegende Wirtschaftsgebäude auf.
Das heutige Herrenhaus befindet sich an der Stelle des ehemaligen „Burggutes“ und besteht aus einem einfachen Steingebäude. Im Süden und Westen sind noch Teile des Wassergrabens erhalten. Weitere Wasserflächen südlich davon könnten zum ehemaligen „Schlossgut“ gehört haben.